# HD 101930
HD 101930 ist ein fast 100 Lichtjahre entferntes Sternsystem im Sternbild Zentaur.
HD 101930 besteht aus einem Hauptreihenstern der Spektralklasse K1, der von einem Roten Zwerg (HD 101930 B) sowie einem Exoplaneten (HD 101930 b) umkreist wird. Der Hauptreihenstern und der Rote Zwerg bilden ein weites Doppelsternsystem mit einer Winkeldistanz von 73" (ca. 2200 AE).
Die Oberflächentemperatur der Hauptkomponente ist mit etwa 5000 K geringer als diejenige der Sonne und er ist etwas weniger hell und kleiner als unser Zentralgestirn. Aus diesem Grund wird der Stern voraussichtlich etwa 25 Milliarden Jahre alt werden.

## HD 101930 b
HD 101930 b ist die Bezeichnung des Exoplaneten, der um den Zentralstern kreist. Er ist der bisher einzige Exoplanet, der in diesem Sternsystem nachgewiesen werden konnte. Er begleitet die Hauptkomponente in einer Entfernung von etwa 0,3 Astronomischen Einheiten und braucht für deren Umrundung etwa 70 Tage. Der Exoplanet hat mindestens die 0,3-fache Jupitermasse; auf Grund dessen wird angenommen, dass es sich um einen Gasplaneten handelt. Der Exoplanet wurde im Rahmen des HARPS-Projektes mit Hilfe der Radialgeschwindigkeitsmethode entdeckt. Die Entdeckung wurde im Jahr 2005 durch Christophe Lovis, Michel Mayor, Francesco Pepe und andere veröffentlicht.